# Лазурне
Лазурне (на украински: Лазурне) е селище от градски тип в Южна Украйна, Скадовски район на Херсонска област. Основано е през 1920 година. Населението му е около 3277 души.

## Галерия
- Плажът село на Лазурне, Dawn
- Плажът село на Лазурне, Dawn
- Плажът село на Лазурне, Dawn